# Ишмухамедов, Тамерлан Каримович
Тамерлан Каримович Ишмухамедов (18 августа 1919 — 15 мая 1995) — заместитель командира эскадрильи 43-го гвардейского штурмового авиационного Волковысского Краснознамённого полка 230-й штурмовой авиационной Кубанской Краснознамённой ордена Суворова дивизии 4-й воздушной армии 2-го Белорусского фронта, гвардии старший лейтенант. Герой Советского Союза (1946).

## Биография
Родился 18 августа 1919 года в деревне Осиново ныне Ялуторовского района Тюменской области в крестьянской семье. Сибирский татарин. В 1936 году окончил Свердловское педагогическое училище. Работал учителем в Осиновской школе колхозной молодёжи Ялуторовского района.
В Красной армии с 1936 года. В 1940 году окончил Оренбургское военно-авиационное училище, а в 1943 году — курсы усовершенствования офицерского состава. На фронтах Великой Отечественной войны с февраля 1942 года. Член ВКП(б)/КПСС с 1943 года.
Заместитель командира эскадрильи 43-го гвардейского штурмового авиаполка (230-я штурмовая авиационная дивизия, 4-я воздушная армия, 2-й Белорусский фронт) гвардии старший лейтенант Тамерлан Ишмухамедов к концу войны совершил сто восемьдесят восемь успешных боевых вылетов, уничтожил свыше шестидесяти орудий, двадцать два танка, сорок девять автомашин, девять бензоцистерн, четырнадцать вагонов, пять дзотов, шесть катеров, один самолёт в воздухе и четырнадцать на земле, семь переправ и много живой силы противника.
Указом Президиума Верховного Совета СССР от 15 мая 1946 года за образцовое выполнение боевых заданий командования на фронте борьбы с немецко-фашистскими захватчиками и проявленные при этом мужество и героизм гвардии старшему лейтенанту Ишмухамедову Тамерлану Каримовичу присвоено звание Героя Советского Союза с вручением ордена Ленина (№ 51905) и медали «Золотая Звезда» (№ 8094).
По окончании войны, до увольнения в запас в 1947 году, служил в ВВС. Жил в городе Тюмень. Работал в Тюменском индустриальном институте. Скончался 15 мая 1995 года. Похоронен в Тюмени на Червишевском кладбище.

## Награды
- Медаль «Золотая Звезда» Героя Советского Союза;
- орден Ленина;
- два ордена Красного Знамени;
- два ордена Отечественной войны 1-й степени;
- орден Красной Звезды;
- медали.

## Память
В городе Тюмени на фасаде дома № 133 по улице Республики, в котором жил Герой, установлена мемориальная доска.